# Мінаєв Василь Степанович
Василь Степанович Мінаєв (1898, Російська імперія, тепер Російська Федерація — ?) — радянський діяч, робітник-стахановець, начальник зміни штампувального цеху заводу «Електросталь» селища Електросталь Московської області. Депутат Верховної Ради СРСР 1-го скликання.

## Життєпис
З 1916 року працював землекопом на будівництві заводу капіталістів Второва, Терещенка та Голованова («Електросталь») на полустанку Затишшя Московської губернії.
З 1919 року — коваль, з 1930 року — змінний майстер, з 1932 року — начальник зміни штампувального цеху заводу «Електросталь» селища Електросталь Московської області.
Без відриву від виробництва здобув звання техніка. Член ВКП(б).
Подальша доля невідома.